# Nacarina deletangi
Nacarina deletangi är en insektsart som först beskrevs av Luisa Eugenia Navas 1920.  Nacarina deletangi ingår i släktet Nacarina och familjen guldögonsländor. Inga underarter finns listade i Catalogue of Life.